# Estación Universidades (MIO)
Universidades es una de las estaciones del Sistema Integrado de Transporte MIO de la ciudad de Cali, inaugurado en el año 2008. A la fecha es la principal estación de parada del extremo sur de la ciudad.

## Ubicación
Se encuentra ubicada en el extremo sur de la ciudad, cerca al centro comercial Jardín Plaza y en el cruce de dos avenidas principales: la Carrera 100 y la Calle 16, remodelada en el año 2012. Así mismo se encuentra cerca de la Calle 25, también conocida como Autopista Simón Bolívar. El cruce de estas avenidas y su conexión con las principales universidades privadas de la ciudad, hacen de esta estación una de las más congestionadas.

## Toponimia
La estación recibe su nombre dada la cercanía a las principales universidades privadas de la ciudad.

## Características
La estación tiene dos vías de acceso peatonales: por la Calle 16 y una bahía de parqueo de los buses alimentadores a la altura de la Calle 18. Cuenta con cuatro vagones (dos a cada lado) y diez paradas para los buses alimentadores (cinco en cada sentido) en la bahía de parqueo. 
Dicha bahía está constantemente invadida por vendedores ambulantes; a pesar de que la alcaldía realizó un operativo para desalojarlos, al cabo de pocos días estos volvieron a asentarse.
Como elemento de identificación para las estaciones se toman pictogramas abstraídos de la iconografía de culturas precolombinas asentadas en Colombia.De este modo se usan como un recurso de comunicación y percepción para las personas con algún nivel de analfabetismo o discapacidad. Esta estación es representada por la pictografía "Tucán"

## Servicios de la estación

### Rutas expresas y troncales
| Ruta | Estación Origen                        | Estación Destino  | Sentido (N/S) |
| ---- | -------------------------------------- | ----------------- | ------------- |
| E21  | Terminal Menga Av 3N Cl 70N            | Fin del recorrido | Ambos         |
| T15  | Terminal Aguablanca Cra 28D Cl 101     | Fin del recorrido | Ambos         |
| T31  | Terminal Paso del Comercio Cra 1 Cl 71 | Fin del recorrido | Ambos         |
| T51  | Terminal Aguablanca Cra 28D Cl 101     | Fin del recorrido | Ambos         |

### Rutas pretroncales
| Ruta | Origen                      | Trayecto                                                               | Destino                            |
| ---- | --------------------------- | ---------------------------------------------------------------------- | ---------------------------------- |
| P14A | Inicio del recorrido        | Cr 99 - Cl 48 - Av. Ciudad de Cali                                     | Terminal Andrés Sanín Cl 73 Cra 19 |
| P21A | Terminal de Transportes     | Av 3N - Centro - Tr 25 - Cl 27 - Cr 46 - Av. Ciudad de Cali - Caney    | Fin del recorrido                  |
| P21B | Terminal Menga Av 3N Cl 70N | Cl 70 - Terminal Calipso - Terminal Simón Bolívar - Aut. Simón Bolívar | Fin del recorrido                  |
| P21C | Terminal Menga Av 3N Cl 70N | Cl 70 - Aut Suroriental - Cl 5                                         | Fin del recorrido                  |
| P21E | Terminal Menga Av 3N Cl 70N | Av 6N - Av. Las Américas - Centro - Av. Pasoancho                      | Fin del recorrido                  |

### Rutas alimentadoras
| Ruta | Origen                              | Trayecto                                                     | Destino                                      |
| ---- | ----------------------------------- | ------------------------------------------------------------ | -------------------------------------------- |
| A11  | Inicio del recorrido                | Cl 25 - PUJ - Icesi - Cra 125 - Cra 127                      | La María                                     |
| A11B | Inicio del recorrido                | Cl 25 - Cra 111 - Cl 24 - Cra 109 - Cl 18                    | Alférez Real - Universidad Libre             |
| A13A | Inicio del recorrido                | Cra 99 - Cl 48 - Cra 80 - Cl 42 - Cra 86 - Cl 16 - Cra 80    | Caney - Capri Cl 5 Cra 78                    |
| A13C | Inicio del recorrido                | Cra 99 - Cl 60 - Cl 63 - Cra 97A                             | Ciudad Meléndez 2                            |
| A13D | Inicio del recorrido                | Cra 99 - Cl 34 - Lili - Cra 102 - Cl 45 - Cl 53              | Ciudad Meléndez 1                            |
| A14A | Inicio del recorrido                | Cra 122 - Cl 18                                              | U. San Buenaventura                          |
| A14B | Inicio del recorrido                | Cl 25 - Cra 122 - USB - Vía a Pance                          | La Vorágine                                  |
| A17A | Inicio del recorrido                | Cl 25 - Cra 109 - Bochalema                                  | Universidad Autónoma                         |
| A17B | Inicio del recorrido                | Cl 25 - UAO - USM - Vía a Puerto Tejada - Cascajal           | El Hormiguero                                |
| A17C | Inicio del recorrido                | Cl 25 - Cra 109 - Bochalema - Callejón Jagua                 | Club Cañasgordas - Comfenalco Valle del Lili |
| A17D | Inicio del recorrido                | Cl 25 - USM - Cr 122 - Cl 42 - Cr 121A - Cl 48               | Ciudad Pacífica                              |
| A17E | Inicio del recorrido                | Cra 99 - Cl 48 - Cra 112 - Cl 42 - Cra 109 - Cl 49 - Cra 112 | Bochalema                                    |
| A17F | Inicio del recorrido                | Cl 25 - Cra 109 - Cl 60 - Cra 119A                           | Cachipay                                     |
| A18  | Inicio del recorrido                | Cl 25 - UAO - Cra 168 - Comfandi Pance                       | Hacienda El Castillo                         |
| A19A | Inicio del recorrido                | Cl 18 (Av. Cañasgordas)                                      | Comfandi Pance                               |
| A61  | Terminal Simón Bolívar Cl 25 Cra 66 | Cra 66 - Cl 14 - El Ingenio - Cra 86 - Cl 25                 | Fin del recorrido                            |

Notas
1. ↑  Suspendida en temporadas de vacaciones estudiantiles.
2. ↑  Opera solo sábados, domingos y festivos.
3. ↑  Opera solo sábados, domingos y festivos.
4. ↑  Ingresa a Comfandi Pance en fines de semama.

## Controversias
La estación no fue concebida como Terminal, pero debido a retrasos en la construcción del patio taller y Terminal del sur, hace las veces de esta, presentando altas congestiones en horas pico. Además, por ser un sector de alta movilidad, el fenómeno de vendedores ambulantes está bastante arraigado en la zona; adicional a eso, los buses intermunicipales que viajan hacia municipios como Jamundí, Puerto Tejada y Santander de Quilichao suelen invadir la vía para recoger pasajeros, generando alta congestión vehicular.

## Sitios de interés
- Universidad del Valle Campus Meléndez
- Centro Comercial Jardín Plaza
- Centro Comercial Aventura Plaza
- Clínica Fundación Valle del Lili
- Fábrica de Coca Cola
- Parque Lineal del Río Lili
- Barrio Ciudad Jardín
- Barrio Río Lili
- Barrio San Joaquín
- Colegio Alemán
- Zona Gastronómica de Ciudad Jardín